# لایق شیرعلی (شهر)
لایق شیرعلی (پیشتر کالخازچیان) جماعت و شهرکی در شمال غربی تاجیکستان است که در ناحیهٔ پنجکنت ولایت سغد قرار دارد. جمعیت این جماعت ۱۴٬۴۱۶ نفر است.